# Quadrilla (dansa)

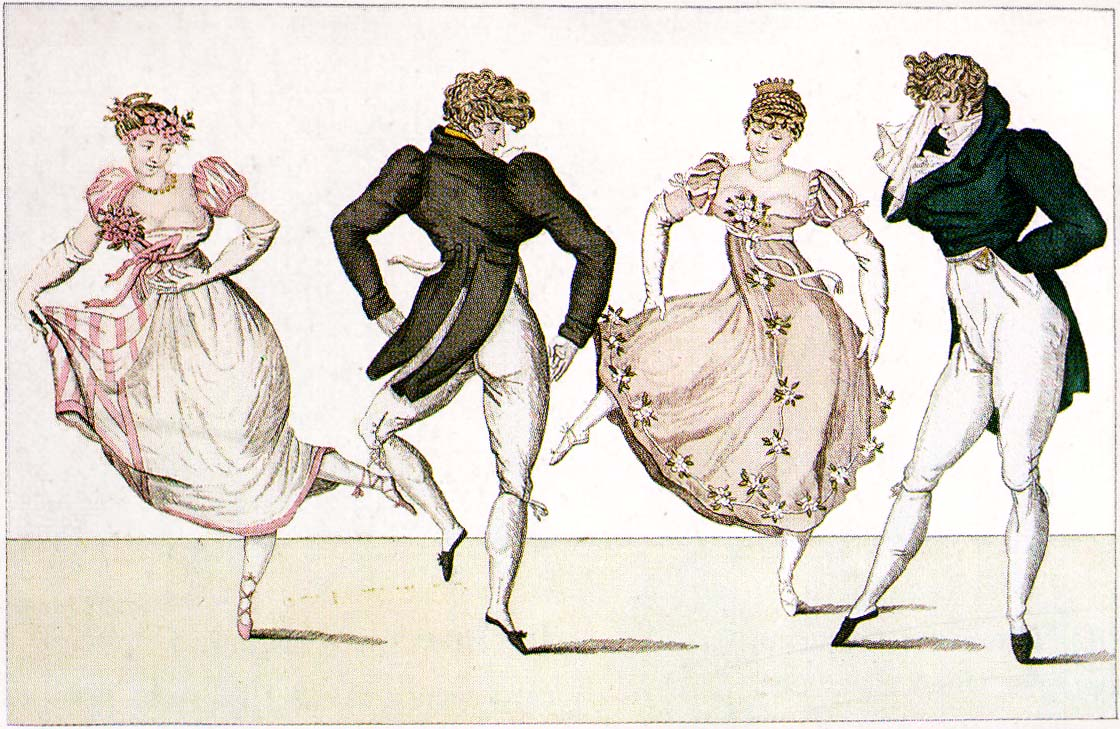
Pas de la trénis, Le Bon Genre (1805).

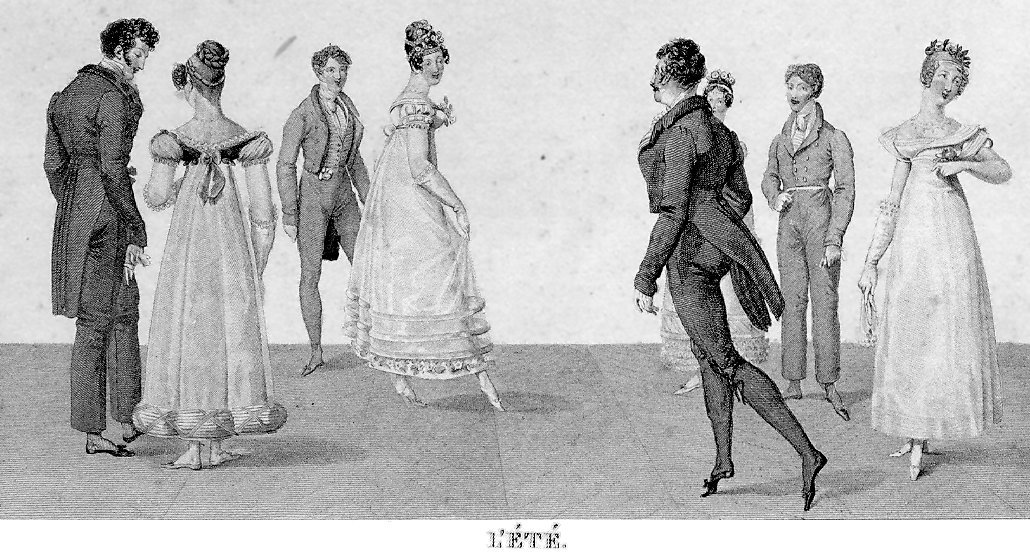
Pas de l'été (v. 1820).

La quadrilla és una dansa de saló hereva de l'antiga contradansa francesa del segle xviii que va estar en voga des del principi del segle xix fins a la Primera Guerra Mundial. Probablement va prendre el seu nom del fet que es ballava amb els dansaires formant un quadrat.
El terme "quadrilla" té diversos significats. En el camp de la dansa correspon a dos conceptes diferents.
– Sota l'Imperi i la Restauració francesos, essencialment, però també sota el Segon Imperi, podia designar una coreografia apresa per un nombre definit de participants i executat al mig d'un ball a manera d'intermedi (per exemple la quadrilla dels Inques, ballada al ball de l'11 de febrer de 1812 a les Teuleries, o la quadrilla de Maria Stuart ballada amb ocasió d'un ball a la residència de la duquessa de Berry, a les Teuleries, el 2 de març de 1829, o també la quadrilla de les abelles, ballada també a les Teuleries, el març de 1863). Aquest tipus d'entreteniment destacava sobretot per la riquesa i originalitat dels vestits. Segons la reina Hortènsia, «una quadrilla de societat havia de basar-se únicament en l'esclat i l'elegància dels vestits, el bon gust de les danses i la perfecció del conjunt. » (Memòries, París, 1927, tom II, p. 138).
– Per extensió, el mot designa la dansa de saló per excel·lència en la França del segle xix, formada per una suite de cinc danses:
- le pantalon - el pantaló
- l'été - l'estiu
- la poule - la gallina
- la pastourelle (ou la trénis) - la pastora
- la finale (ou la saint-simonienne) - final

En francès, segons el diccionari Grand Larousse del segle XIX (1866-1877), el mot «no ha fet més que substituir el terme de contradansa, que no s'utilitza des de fa gairebé 40 anys, però l'un i l'altre signifiquen exactament la mateixa cosa». Fins al voltant de 1840 es parlava de «quadrilla de contradanses»; el 1847, Cellarius, en la seua Danse des salons utilitza el terme de «quadrilla francesa» que per aquella època semblava haver-se imposat definitivament.
La quadrilla va eixir directament de la contradansa francesa tal com es ballava al segle xviii. En el seu Répertoire des bals (1762) La Cuisse indicava que una contradansa es ballava nou vegades, tot formant una mena de tornada que s'alternava amb nou "entrades" diferents (grand rotllana, molinet de les dames, molinet dels cavallers, allemande, etc.). Vers la fi del segle hom es va cansar de repetir nou vegades la mateixa contradansa i van aparèixer els popurris que, tot i que conservaven les nou entrades, col·locaven en lloc de la tornada nou contradanses diferents de les del repertori conegut. La quadrilla de contradanses que es va popularitzar sota el Consolat i el Primer Imperi, gaudia de la mateixa estructura, però aviat les entrades van der deixades de banda, deixant lloc a vuit compassos d'introducció, durant els quals no es ballava, i que precedien cada dansa.
Al principi no estava definit ni el nombre de contradanses ni quines d'elles s'incloïen, però aviat el seu nombre es va fixar en cinc. Mentre que les tres primeres esdevenien gairebé canòniques amb, per ordre, el pantaló, l'estiu i la gallina; la quarta va trigar més a imposar-se i durant molt de temps la pastora i la trénis van competir-hi. Entre 1840 i 1850, la pastora va triomfar definitivament. La cinquena o final no era inicialment més que una represa de la dansa de l'estiu, emmarcada en chassés encreuats. Després de la introducció del galop a França, vers 1825, la dansa final sovint va ser substituïda per un galop, o saint-simonienne.
La quadrilla francesa podia ser ballada per quatre parelles que formaven un quadrat, o per dues parelles, l'una de cara a l'altra, formant un quadre; a partir d'ací, les altres parelles es repartien, segons les dimensions de la sala, en una o més dobles línies.
Dansada durant més d'un segle, la quadrilla francesa va evolucionar significativament al llarg de la seua història. Nascuda quan els « beaux danseurs » dominaven l'escena, inicialment incloïa figures de dansa complicades que permetien lluir-se als dansaires amb passos de cavaller sol, traversés o balancés en les diferents danses. Vers 1840 la quadrilla ja no es dansava, més aviat es marxava, com constata Cellarius amb desil·lusió: «Els cavallers […] es limiten bàsicament a caminar, quasi sempre amb indiferència i sense preocupar-se pel compàs» (La Danse des salons, 1847).
Vet ací la descripció bàsica de la quadrilla francesa segons Brunet (1839) :
- Pantaló : Cadena anglesa; Balancé; Tour de main; Cadena de dames; Demi-promenade; Semi cadena anglesa.
- Estiu : En avant-deux; Cap enrere; Chassé a la dreta; Chassé a l'esquerra; Traversé; Chassé a la dreta; Chassé a l'esquerra; Retraversé; Demi-Balancé; Tour de main.
- Gallina : Traversé; Retraversé; Balancé; Demi-promenade; En avant-deux; Dos-à-dos; En avant-quatre; Semi cadena anglesa.
- Pastourelle : Cavaller endavant amb la seua dama; Una altra vegada endavant; En avant-trois; Una altra vegada avant-trois; Cavaller sol; Cavaller sol cavalier seul; Demi-rond; Demi-chaîne anglaise.
- Trénis (« pas que alterna amb la pastora ») : Cavaller endavant amb la seua dama; Una altra vegada en avant; Traversé les trois; Retraversé les trois; Balancé; Tour de main.
- Galopade (« Pas final de la contradansa ») : Rond du galop; Cavaller endavant i endarrere amb la seua dama; Una altra vegada endavant i canvi de dama en traversé; Cadena de dames; Endavant i endarrere amb les dames vis-à-vis; Una altra vegada endavant i reprende la seua dama en traversé.

Ben aviat, la música inicialment composta per a les danses de la quadrilla va ser reemplaçada per noves composicions adaptades a les danses preexistents. A banda de música original, es va escampar el costum de traure melodies de les òperes i els ballets de moda, que s'adaptaven a la dansa preestablerta. D'aquesta manera, òperes, operetes o ballets com ara Guillaume Tell, Les Huguenots, Don Carlos, Le Postillon de Lonjumeau, La Belle Hélène, La Fille de madame Angot, Coppélia, Faust o Carmen van proporcionar melodies a la quadrilla, necessitada d'una renovació constant. Els compositors francesos de quadrilles més notables van ser
- sota el Primer Imperi: Louis-Julien Clarchies (1769-1814)
- sota la Restauració: Hubert Collinet (1797-1867) i Henry Lemoine (1786-1854)
- sota la Monarquia de Juliol: Jean-Baptiste Tolbecque (1797-1869), Louis-Antoine Jullien (1818-1860) i Philippe Musard (1792-1859), el « Napoleó de la quadrilla »
- sota el Segon Imperi: Isaac Strauss (1806-1888), l'« Strauss de París »
- sota la Tercera República: Olivier Métra (1830-1889).

A partir del Segon Imperi van començar a aparèixer noves quadrilles que alternaven, en el transcurs del ball, amb la quadrilla francesa. L'única que es va imposar realment va ser la quadrilla dels llancers, apareguda vers 1856; estava formada per cinc danses (calaixos, línies, salutacions, visites, llancers) i va ser dansada fins a la Segona Guerra Mundial. La quadrilla del príncep imperial, la quadrilla de les variétés parisenques, la quadrilla de les dames, la quadrilla russa van ser altres de les quadrilles aparegudes sota el Segon Imperi. Totes requereixen músiques especials.
Durant els anys 1870 es van crear diverses quadrilles que podien ballar-se amb la música de qualsevol quadrilla francesa, com ara el polo, la quadrilla americana (1879) i fins i tot el triangle, quadrilla per a tres parelles. En el transcurs d'un ball els dansaires podien ballar amb la mateixa música una o altra d'aquestes quadrilles, i fins i tot barrejar les danses pertanyents a les diferents quadrilles. A les acaballes del segle, sembla que la quadrilla americana reemplaçava sovint l'antiga quadrilla francesa, si no en els balls oficials, almenys sí en els privats.
Per altra banda, la quadrilla francesa va patir, en el marc dels balls públics, una transformació radical. Les diferents danses es van simplificar fins al punt que no consistien més que en una sèrie d’avant-deux i de traversés durant els quals els cavallers i les dames podien improvisar alguns passos lliures. Aquesta transformació de la quadrilla es va designar amb els noms de chahut o cancan. Nascut en el balls d'estudiants del Quartier latin, el cancan es va estendre a tots els balls públics parisencs. Sota el Segon Imperi esdevingué una de les atraccions per als visitants estrangers.